# Igreja de Santa Maria dos Anjos em Balduina

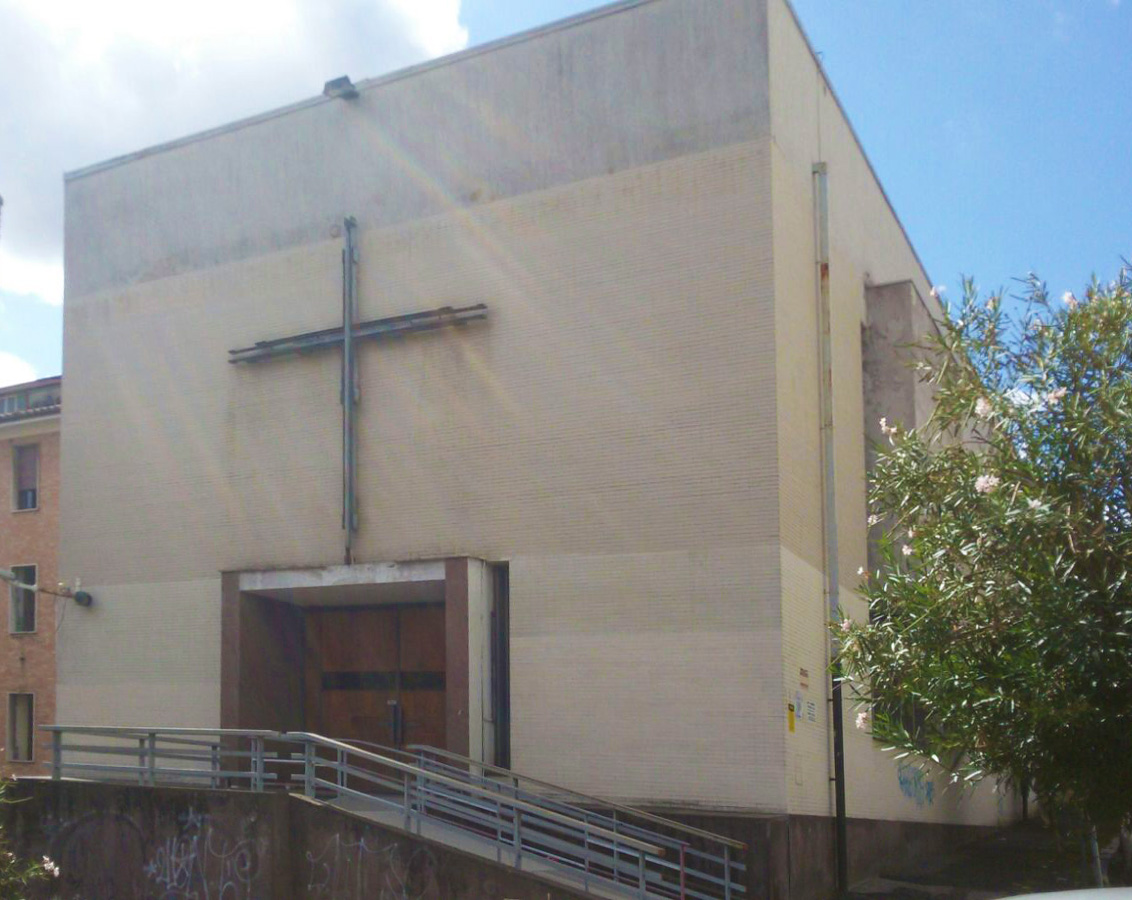
A fachada da antiga igreja, demolida em 2017.

Santa Maria degli Angeli a Balduina era uma igreja que ficava localizada na Via Lattanzio, no bairro de Balduina, no quartiere Trionfale de Roma, na esquina com a Via Livio Andronico. Era dedicada a Nossa Senhora dos Anjos. Foi demolida em 2017 para permitir a construção de um edifício residencial.

## História
As Irmãs do Menino Jesus, uma congregação religiosa fundada em Ruão em 1666 por Nicolas Barré, O.M., fundou, em 1936, uma casa com uma escola infantil anexa numa pequena villa no número 70 da Via delle Medaglie d'Oro comprada para este fim no anterior.
A estrutura rapidamente se mostrou insuficiente para a escola e, em 1937, as irmãs receberam uma doação de um terreno na Via Lattanzio, não muito longe dali, no território da paróquia de Santa Paola Romana, no qual, a partir de 1952, começaram as obras de construção de um novo complexo dedicado a Nossa Senhora dos Anjos. Uma capela provisório foi instalada num dos recintos do novo edifício, inaugurado (ainda não terminado) em 1953. Em 1964, foi completada a nova igreja anexa ao instituto, dedicada também a Nossa Senhora dos Anjos, consagrada em 16 de março de 1966 pelo cardeal-vigário Luigi Traglia, e subsidiária da paróquia de Santa Paola.
Em 2010, a escola foi fechada e, no final de 2017, todo o complexo (incluindo a igreja) foi demolido para permitir a construção de novos edifícios residenciais.

## Descrição
A igreja ficava no cruzamento entre a Via Livio Andronico e a Via Lattanzio, com a fachada nesta última. Externamente não tinha nenhuma decoração e seu formato era de um paralelepípedo retangular pintado de amarelo claro. A fachada, precedida por uma rampa disposta perpendicularmente em relação à entrada, era caracterizada por uma grande cruz em ferro forjado encimando um amplo portal de acesso.
O interior da igreja era uma nave única com teto plano e piso de mármore vermelho; na contrafachada, acima do portal, ficava uma cantoria. O espaço interior terminava numa abside semicircular decorada com um mosaico, "Virgem e o Menino com Anjos em Adoração" (1968) e inteiramente ocupada pelo presbitério, este no alto de três pequenos degraus. No centro ficava um altar-mor de mármore e, acima dele, o sacrário. No interior ficava também o quadro "Beato Nicolas Barré", realizado em 2000 por um ex-aluno da escola.